# Ludwig Paischer
Ludwig Paischer, född den 28 november 1981 i Salzburg, Österrike, är en österrikisk judoutövare.
Han tog OS-silver i herrarnas extra lättvikt i samband med de olympiska judotävlingarna 2008 i Peking.